# Letalsko-helikopterski oddelek Slovenske vojske
Letalsko-helikopterski oddelek Slovenske vojske (kratica: LHO SV) je bil letalski oddelek Slovenske vojske, ki je deloval za potrebe poveljstva SFOR.

## Zgodovina
Septembra 1997 je bil ustanovljen oddelek iz sestave 15. BRVL, ki je začel intenzivno urjenje za bodoče potrebe. Operativna dejavnost oddelka se je začela konec oktobra 1997; s tem je bila to druga enota Slovenske vojske, ki je sodelovala na mednarodnih misijah in prva na področju bivše Jugoslavije. Konec decembra 2003 je helikopterski del LHO SV prenehal delovati.

## Poveljniki
- major Vojko Leban

## Oprema
- trije helikopterji Bell 412 (do decembra 2003)
- transportno letalo L-410 turbolet